# Ramsjö bruk

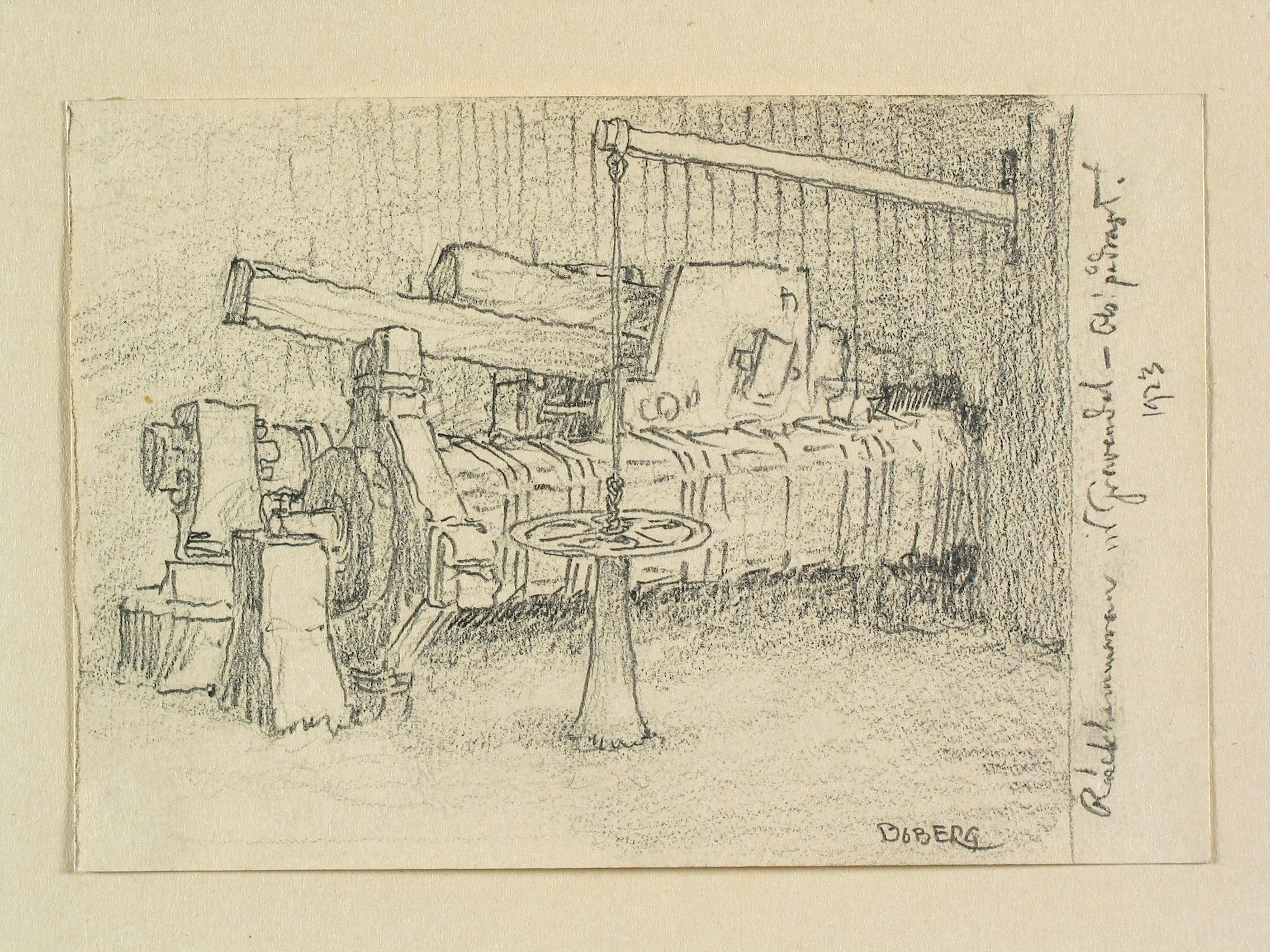
Stångjärnshammare (ej Ramsjö bruk).

Ramsjö bruk var ett bruk i Vittinge socken i Uppland. Det grundlades år 1736 när baron Johan Funck anlade en stångjärnshammare på gården Ramsjös ägor, nära Morgongåva.
Grevinnan och stadsrådinnan, fru Beata Kristina Cronström från Överbo i Skuttunge socken i Uppsala kommun var änka efter greve Carl Gustaf Frölich. Dottern Charlotta Frölich var författare och ägnade sig dessutom åt lantbruk och bergsbruk.
I april 1731 köpte grevinnan Cronström gården stora Ramsjö i Västerlövsta socken. Samma år började hon anlägga en masugn i Överbo. Hon sökte för sin dotters skull rättighet att driva masugnen. Efter flera ansökningar till Bergskollegiet erhöll Charlotta 1734 rättighet att bedriva masugnsdrift. 
Charlotta Frölich flyttade till Ramsjö gård 1734. Hon gifte sig 1735 med baron Johan Funck. Han var då häradshövding. Bröllopet hölls på Johan Funcks gård  Lindsta gård i Järlåsa socken. Johan Funck tog sig an järnbruksrörelsen i Överbo och Ramsjö, som kom att bli Ramsjö bruk.
Johan Funck fick 1736 rättighet att anlägga en smedja i Rävsjöbäcken på gården Ramsjös ägor, strax norr om Morgongåva. Privilegiet omfattade ett smedbruk med två stångjärnshammare drivna av var sitt vattenhjul och två härdar. Tillståndet gällde att smida årligen 400 skeppund (68 ton) stångjärn av tackjärn från Överbo. Ved till träkol fick endast hämtas i baronens egna skogar. Johan Funck skapade en egen järnstämpel för Ramsjö bruk som garanterade ursprunget och därmed kvalitén på stångjärnet. Stångjärnet forslades till hamnen i Enköping för vidare transport. De svenska bruken var vid denna tid marknadsledande säljare av järn i Europa och det var viktigt att behålla den höga kvaliteten. Efter tio års drift, år 1746, fick Funck tillstånd att flytta en stångjärnshammare med härd 100 meter uppströms för att utnyttja vattnet i bäcken två gånger. Trots detta gick det aldrig att smida mer än hälften av den privilegierade mängden stångjärn.

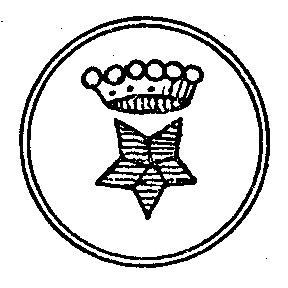
Ramsjö bruks järnstämpel.

- 1782 erhölls privilegiet att anlägga en redskapshärd vid Ramsjö bruk.
- 1785 köptes Ramsjö rusthåll och Molnebo säteri av grosshandlare George Seton på Ekolsunds slott. Han dog 1786 och systersonen Alexander Seton ärvde bruken.
- 1791 flyttades stångjärnshamrarna och smideshärdarna från Ramsjö till Molnebo och redskapshärden lades ned.[2]